# Jan Szkot (biskup meklemburski)
Jan Szkot (zm. 10 listopada 1066) – średniowieczny duchowny irlandzki prowadzący działalność misyjną wśród Obodrytów, biskup meklemburski, męczennik.
Pochodził z Irlandii (nazywanej wówczas „Szkocją”, stąd jego przydomek). Był misjonarzem na Orkadach. Sprowadzony przez arcybiskupa hamburskiego Adalberta na Połabie został mianowany biskupem Meklemburga, wspierając księcia Gotszalka w chrystianizacji słowiańskich Obodrytów. Poniósł śmierć męczeńską w 1066 roku, podczas reakcji pogańskiej pod wodzą Blusa. Pojmany w Meklemburgu został zagoniony pieszo do Radogoszczy, gdzie w dniu 10 listopada odrąbano mu ręce, nogi i głowę, którą zatkniętą na włócznię złożono w ofierze Radogostowi.